# Pałac w Rudołtowicach
Pałac w Rudołtowicach – pałac, wybudowany w XVIII w. w Rudołtowicach, obecnie w gminie Pszczyna w województwie śląskim. Jest częścią zespołu pałacowego, w skład którego wchodzą jeszcze: oficyna, dawna kuźnia dworska z XIX w. (również chroniona jako zabytek; nr rej.: 506/65 z 20.01.1966) i park.

## Historia
Pałac został zbudowany na początku II. połowy XVIII w. Prawdopodobnie wzniósł go w 1752 r. hrabia Józef Zborowski, być może na miejscu jakiejś starszej budowli. Pałac jest bardzo podobny do pałacu w rodowej siedzibie Zborowskich w Zborowie. Mieszkańcami pałacu byli przez dłuższy czas kolejni właściciele tutejszych dóbr rycerskich, a na początku XX w. zarządcy majątków księcia pszczyńskiego. Po akcji parcelacyjnej dóbr książąt von Pless obiekt znalazł się w rękach państwa. Początkowo zamierzano przeznaczyć go na szpital, ale w końcu urządzono w nim hotel dla junaków, którzy pracowali przy regulacji niedalekiego koryta Wisły. W czasie okupacji hitlerowskiej mieścił się tutaj ośrodek Związku Niemieckich Dziewcząt. Po drugiej wojnie światowej pałac kolejno zajmowały: Uniwersytet ludowy, prewentorium dla dzieci pracowników energetyki i Dom Wczasów Dziecięcych. Aktualnie (2020 r.) gospodarzem budynku jest Polski Związek Niewidomych – Oddział Śląski. Mieści się tu Centrum Edukacyjno-Leczniczo-Rehabilitacyjne dla Dzieci i Młodzieży „Zameczek”.

## Architektura
Obiekt, skierowany elewacją frontową w kierunku wschodnim, wzniesiony został w stylu rokokowym. Murowany z cegły, potynkowany, wzniesiony na rzucie prostokąta. Piętrowy, z użytkowym poddaszem, częściowo podpiwniczony; piwnica przykryta sklepieniem krzyżowym z gurtami, wspartym na czworobocznym słupie. Układ wnętrza trzytraktowy, symetryczny. Na osi obszerna sień, w jej przedłużeniu paradna, dwubiegowa klatka schodowa z dwoma pomieszczeniami po bokach. W części północnej, pomiędzy traktami, boczna sień gospodarcza. Wnętrza parteru sklepione: w sieni sklepienia kolebkowe z lunetami, rozdzielone gurtami, w pozostałych pomieszczeniach kolebkowe z lunetami lub kolebkowo-krzyżowe. Na piętrze sufity.
Elewacje dłuższych boków siedmioosiowe, z nieznacznymi, centralnymi trzyosiowymi ryzalitami, krótszych – trzyosiowe. Narożniki boniowane, ryzality rozczłonkowane pilastrami, pierwotnie o kapitelach w porządku jońskim. Wejścia (główne i gospodarcze, północne) zamknięte łukiem półkolistym w uszatym obramieniu, zwieńczone falistymi gzymsami. Otwory okienne w obramieniach uszatych z fragmentami belkowań o urozmaiconych wykrojach. Gzyms koronujący profilowany. Ryzality zwieńczone trójkątnymi, spłaszczonymi przyczółkami. W przyczółku frontowym kartusze z herbami Jastrzębiec (Zborowskich) i Ostoja. Dach mansardowy, z nowszymi lukarnami, pierwotnie kryty prawdopodobnie gontem, następnie eternitem, obecnie blachą. We fragmentach zachowała się klasycystyczna stolarka, m.in. klepkowe drzwi.

## Park pałacowy
Do pałacu przylega od zachodu park w stylu angielskim z zachowanymi okazami starych dębów i lip. Prawdopodobnie stanowi on fragment lasu, otaczającego kiedyś pałac. Na najstarszym zachowanym planie posiadłości z połowy lat 60. XIX w. widać, że jego granica nie była jeszcze jednoznacznie określona, brak też jakichkolwiek oznaczeń komponowanych założeń zieleni. Dopiero plan pochodzący z 1883 r. przynosi informacje o ogrodzeniu terenu, wytyczonych pierwszych traktach komunikacyjnych oraz o ogrodzie warzywnym, usytuowanym w obrębie folwarku, przy południowej granicy zespołu.